# Lituania en el Festival de la Canción de Eurovisión 2024
Lituania participó en el LXVIII Festival de la Canción de Eurovisión, que se celebró en Malmö, Suecia del 7 al 11 de mayo de 2024, tras la victoria de Loreen con la canción «Tattoo».La Lietuvos nacionalinis radijas ir televizija (LRT) (Radio y Televisión Nacional Lituana en español), radiodifusora encargada de la participación lituana en el festival, decidió renovar su método de selección, organizando el Eurovizija.LT para elegir a su representante en el concurso eurovisivo.
La preselección fue celebrada durante 6 fines de semana entre los meses de enero y febrero de 2024. La final celebrada en vivo el 17 de febrero de 2024, dio como ganador al artista emergente Silvester Belt con el tema de pop electrónico «Luktelk». El tema, que logró acaparar las listas de streaming durante las semanas de la preselección, fue apenas la segunda canción íntegra en lituano que el país báltico ha enviado al festival desde 1999.
Partiendo como una de las favoritas dentro de los sondeos eurofans, Lituania se clasificó en la primera semifinal, tras posicionarse en 4.º lugar con 119 puntos. En la gran final, cuatro días después, Lituania finalizaría en la 14.ª posición con 90 puntos: 58 del televoto y 32 del jurado profesional.

## Historia de Lituania en el Festival
Lituania es uno de los países de Europa del Este que se fueron uniendo al festival desde después de la disolución de la Unión Soviética, debutando en 1994. Desde entonces el país ha concursado en 23 ocasiones, siendo su mejor participación un 6° lugar obtenido en 2006 por LT United y la canción rock-alternativa «We are the winners». Así mismo, el país se ha colocado en dos ocasiones más dentro de los 10 mejores del concurso: en 2016 y en 2021. Desde la introducción de las semifinales, Lituania se ha ausentado de la gran final solamente en 7 ocasiones.
En 2023, la ganadora del Pabandom iš Naujo!, la cantante Monika Linkytė, terminó en 11.ª posición con 127 puntos en la gran final: 46 puntos del televoto (15.ª) y 81 del jurado profesional (11.ª), con el tema «Stay».

## Representante para Eurovisión

### Eurovizija.LT 2024

#### Candidaturas
| Artista           | Canción (Traducción)                                          | Idioma | Compositor(es) |
| ----------------- | ------------------------------------------------------------- | ------ | -------------- |
| Agnė Buškevičiūtė | «Puppeteer» («Titiritero»)                                    |        |                |
| Aistay            | «You» («Tú»)                                                  |        |                |
| Aistè             | «We Will Rule the World» («Gobernamos el mundo»)              |        |                |
| Andrius Pojavis   | «Sing Me a Hug» («Cántame un abrazo»)                         |        |                |
| Antoine Wend      | «Say No More» («No digas más»)                                |        |                |
| Anžela            | «Paskubėk» («»)                                               |        |                |
| April Frey        | «New Years» («Nuevos años»)                                   |        |                |
| Baltos Varnos     | «In the Night» («En la noche»)                                |        |                |
| Clockwork Creep   | «Empty» («Vacío»)                                             |        |                |
| Danielė           | «Cold Shower» («Fría ducha»)                                  |        |                |
| Deividas Valma    | «Blood on Your Hands» («Sangre en tus manos»)                 |        |                |
| Eley              | «Rock My Body» («Muéveme»)                                    |        |                |
| Emilija V         | «Trophy Wife» («Esposa trofeo»)                               |        |                |
| Freya Alley       | «Serenade» («»)                                               |        |                |
| Hansanova         | «Dragons and Rainbows» («Dragones y arco iris»)               |        |                |
| Il Senso          | «Time» («Tiempo»)                                             |        |                |
| Kàro              | «Weightless» («»)                                             |        |                |
| Kasparas          | «Fool» («Tonto»)                                              |        |                |
| Kotryna           | «Let's Get Lost» («»)                                         |        |                |
| Lina Štalytė      | «Perfect» («Perfecta»)                                        |        |                |
| Luka              | «Move On» («Seguir adelante»)                                 |        |                |
| Marius Petrauskas | «Kol Laiko Yra» («»)                                          |        |                |
| Mary Mo           | «Done» («Hecho»)                                              |        |                |
| Martin            | «Jigsaw» («»)                                                 |        |                |
| Meidė             | «Zoo» («Zoológico»)                                           |        |                |
| Monika Marija     | «Unlove You Starting Tomorrow» («No amarte empezando mañana») |        |                |
| Multiks           | «Vėjas Galvoje» («»)                                          |        |                |
| Paula Urbana      | «It Is What It Is» («Es lo que es»)                           |        |                |
| Petras            | «Run» («Correr»)                                              |        |                |
| Pluie de Comètes  | «Be Careful» («Ten cuidado»)                                  |        |                |
| Queens of Roses   | «Walk Through Fire» («Caminar sobre fuego»)                   |        |                |
| Shower            | «Impossible» («Imposible»)                                    |        |                |
| Sid Hallow        | «Here We Go Again» («Aquí vamos de nuevo»)                    |        |                |
| Silvester Belt    | «Luktelk» («Espera»)                                          |        |                |
| Sun Francisco     | «Trauka (Svaigsta galva)» («»)                                |        |                |
| The Roop          | «Simple Joy» («Simple alegría»)                               |        |                |
| Thomas G          | «Us» («Nosotros»)                                             |        |                |
| VB Gang           | «Kaboom!!!» («Kaboom!!!»)                                     |        |                |
| Vilija            | «Save Me» («Sálvame»)                                         |        |                |
| Žalvarinis        | «Gaudė Vėjai» («»)                                            |        |                |
| Živilė Gedvilaitė | «Save Me» («Sálvame»)                                         |        |                |

#### Semifinales

##### Semifinal 1
| N.º | Artista           | Canción         | Jurado | Televoto | Televoto | Lugar | Total |
| N.º | Artista           | Canción         | Puntos | Votos    | Puntos   | Lugar | Total |
| --- | ----------------- | --------------- | ------ | -------- | -------- | ----- | ----- |
| 1   | Živilė Gedvilaitė | «Save Me»       | 3      | 165      | 3        | 8     | 6     |
| 2   | Antoine Wend      | «Say No More»   | 5      | 310      | 5        | 6     | 10    |
| 3   | Marius Petrauskas | «Kol laiko yra» | 6      | 454      | 7        | 5     | 13    |
| 4   | Silvester Belt    | «Luktelk»       | 12     | 1,503    | 10       | 1     | 22    |
| 5   | Aistay            | «You»           | 4      | 199      | 4        | 7     | 8     |
| 6   | VB Gang           | «Kaboom!!!»     | 10     | 1,843    | 12       | 2     | 22    |
| 7   | Luka              | «Move On»       | 7      | 695      | 8        | 3     | 15    |
| 8   | Clockwork Creep   | «Empty»         | 8      | 412      | 6        | 4     | 14    |

##### Semifinal 2
| N.º | Artista         | Canción                  | Jurado | Televoto | Televoto | Lugar | Total |
| N.º | Artista         | Canción                  | Puntos | Votos    | Puntos   | Lugar | Total |
| --- | --------------- | ------------------------ | ------ | -------- | -------- | ----- | ----- |
| 1   | Andrius Pojavis | «Sing Me a Hug»          | 3      | 190      | 3        | 8     | 6     |
| 2   | Eley            | «Rock My Body»           | 8      | 730      | 8        | 3     | 16    |
| 3   | Deividas Valma  | «Blood on Your Hands»    | 5      | 710      | 6        | 6     | 11    |
| 4   | Aistè           | «We Will Rule the World» | 12     | 1,092    | 10       | 1     | 22    |
| 5   | Žalvarinis      | «Gaudė vėjai»            | 10     | 2,159    | 12       | 2     | 22    |
| 6   | Paula Urbana    | «It Is What It Is»       | 7      | 502      | 4        | 5     | 11    |
| 7   | Thomas G        | «Us»                     | 6      | 723      | 7        | 4     | 13    |
| 8   | Multiks         | «Vėjas galvoje»          | 4      | 605      | 5        | 7     | 9     |

##### Semifinal 3
| N.º | Artista          | Canción                   | Jurado | Televoto | Televoto | Lugar | Total |
| N.º | Artista          | Canción                   | Puntos | Votos    | Puntos   | Lugar | Total |
| --- | ---------------- | ------------------------- | ------ | -------- | -------- | ----- | ----- |
| 1   | Anžela           | «Paskubėk»                | 5      | 498      | 5        | 6     | 10    |
| 2   | Sid Hallow       | «Here We Go Again»        | 3      | 430      | 3        | 8     | 6     |
| 3   | Meidė            | «Zoo»                     | 10     | 509      | 6        | 3     | 16    |
| 4   | Pluie de Comètes | «Be Careful»              | 12     | 520      | 7        | 2     | 19    |
| 5   | Sun Francisco    | «Trauka (Svaigsta galva)» | 4      | 457      | 4        | 7     | 8     |
| 6   | Mary Mo          | «Done»                    | 6      | 1,011    | 10       | 4     | 16    |
| 7   | Baltos Varnos    | «In the Night»            | 7      | 637      | 8        | 5     | 15    |
| 8   | Shower           | «Impossible»              | 8      | 2,444    | 12       | 1     | 20    |

##### Semifinal 4
| N.º | Artista           | Canción                        | Jurado | Televoto | Televoto | Lugar | Total |
| N.º | Artista           | Canción                        | Puntos | Votos    | Puntos   | Lugar | Total |
| --- | ----------------- | ------------------------------ | ------ | -------- | -------- | ----- | ----- |
| 1   | Agnė Buškevičiūtė | «Puppeteer»                    | 5      | 771      | 7        | 5     | 12    |
| 2   | Il Senso          | «Time»                         | 10     | 3,232    | 12       | 1     | 22    |
| 3   | Kasparas          | «Fool»                         | 8      | 962      | 10       | 3     | 18    |
| 4   | Monika Marija     | «Unlove You Starting Tomorrow» | 12     | 921      | 8        | 2     | 20    |
| 5   | Vilija            | «Save Me»                      | 4      | 374      | 3        | 8     | 7     |
| 6   | Danielė           | «Cold Shower»                  | 3      | 611      | 5        | 7     | 8     |
| 7   | Martin            | «Jigsaw»                       | 7      | 713      | 6        | 4     | 13    |
| 8   | Hansanova         | «Dragons and Rainbows»         | 6      | 512      | 4        | 6     | 10    |

##### Semifinal 5
| N.º | Artista         | Canción             | Jurado | Televoto | Televoto | Lugar | Total |
| N.º | Artista         | Canción             | Puntos | Votos    | Puntos   | Lugar | Total |
| --- | --------------- | ------------------- | ------ | -------- | -------- | ----- | ----- |
| 1   | Freya Alley     | «Serenade»          | 4      | 869      | 8        | 5     | 12    |
| 2   | Kàro            | «Weightless»        | 6      | 387      | 5        | 7     | 11    |
| 3   | Petras          | «Run»               | 7      | 335      | 4        | 6     | 11    |
| 4   | Queens of Roses | «Walk Through Fire» | 10     | 840      | 7        | 2     | 17    |
| 5   | April Frey      | «New Years»         | 8      | 391      | 6        | 4     | 14    |
| 6   | Emilija V       | «Trophy Wife»       | 3      | 130      | 3        | 8     | 6     |
| 7   | The Roop        | «Simple Joy»        | 12     | 3,691    | 12       | 1     | 24    |
| 8   | Lina Štalytė    | «Perfect»           | 5      | 1,730    | 10       | 3     | 15    |

#### Final
| N.º | Artista          | Canción                        | Jurado | Jurado | Televoto | Televoto | Lugar | Total |
| N.º | Artista          | Canción                        | Votos  | Puntos | Votos    | Puntos   | Lugar | Total |
| --- | ---------------- | ------------------------------ | ------ | ------ | -------- | -------- | ----- | ----- |
| 1   | Aistè            | «We Will Rule the World»       | 54     | 4      | 1,635    | 4        | 6     | 8     |
| 2   | Žalvarinis       | «Gaudė vėjai»                  | 49     | 3      | 2,750    | 5        | 7     | 8     |
| 3   | Pluie de Comètes | «Be Careful»                   | 59     | 5      | 578      | 1        | 9     | 6     |
| 4   | Silvester Belt   | «Luktelk»                      | 97     | 10     | 25,502   | 12       | 2     | 22    |
| 5   | VB Gang          | «Kaboom!!!»                    | 59     | 6      | 7,679    | 7        | 4     | 13    |
| 6   | Il Senso         | «Time»                         | 33     | 2      | 4,012    | 6        | 8     | 8     |
| 7   | Monika Marija    | «Unlove You Starting Tomorrow» | 68     | 7      | 1,609    | 3        | 5     | 10    |
| 8   | Shower           | «Impossible»                   | 110    | 12     | 15,783   | 10       | 1     | 22    |
| 9   | Queens of Roses  | «Walk Through Fire»            | 20     | 1      | 897      | 2        | 10    | 3     |
| 10  | The Roop         | «Simple Joy»                   | 89     | 8      | 11,802   | 8        | 3     | 16    |

##### Súper Final
| N.º | Artista        | Canción      | Lugar | Porcentaje | Votos  |
| --- | -------------- | ------------ | ----- | ---------- | ------ |
| 1   | Shower         | «Impossible» | 2     | 28.99%     | 20,307 |
| 2   | Silvester Belt | «Luktelk»    | 1     | 49.53%     | 34,691 |
| 3   | The Roop       | «Simple Joy» | 3     | 21.48%     | 15,046 |

## En Eurovisión

### Semifinal 1

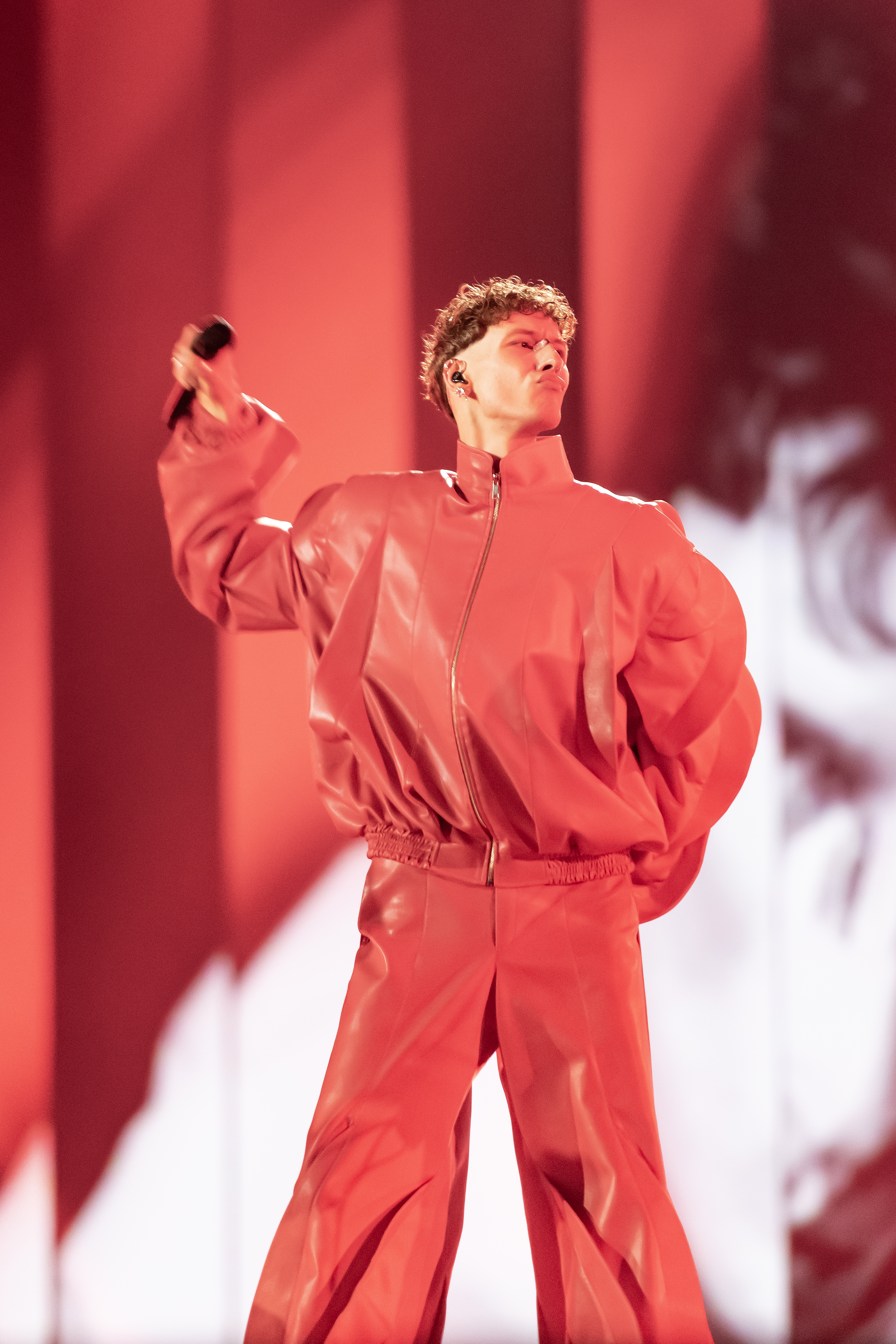
Silvester Belt durante un ensayo de la primera semifinal.

Silvester Belt tomó parte de los ensayos los días 27 de abril y 1 de mayo así como de los ensayos generales con vestuario de la primera semifinal los días 6 y 7 de mayo. Lituania se presentó en la posición 3, después de Serbia y antes de Irlanda.
Al final del espectáculo, Lituania fue anunciada como uno de los 10 países finalistas. Los resultados revelados una vez terminado el festival, posicionaron a Lituania en 4° lugar de la semifinal con un total de 119 puntos, siendo votado por todos los países, incluyendo los 12 puntos de Irlanda y el Reino Unido. Este resultado significó la cuarta clasificación consecutiva de Lituania a la final, la racha más extensa para el país en su historia.

### Final
Durante un sorteo previo a la rueda de prensa de los ganadores de la primera semifinal, se decidió en que mitad participaría cada finalista. Lituania fue sorteada para participar en la primera mitad de la final (posiciones 1-13).El orden de actuación revelado durante la madrugada del viernes 11 de mayo, decidió que Lituania debía actuar en la posición 7 por delante de Israel y por detrás de España.Silvester Belt tomó parte de los ensayos generales con vestuario de la final los días 10 y 11 de mayo.El ensayo general de la tarde del 10 fue tomado en cuenta por los jurados profesionales para emitir sus votos,que representaron el 50% de los puntos.

### Votación

#### Puntuación a Lituania

##### Semifinal 1
| Televoto                   | Televoto                        | Televoto               | Televoto                         | Televoto                |
| 12 puntos                  | 10 puntos                       | 8 puntos               | 7 puntos                         | 6 puntos                |
| -------------------------- | ------------------------------- | ---------------------- | -------------------------------- | ----------------------- |
| - Irlanda - Reino Unido    | - Chipre - Luxemburgo - Ucrania | - Alemania             | - Finlandia - Islandia - Polonia | - Australia - Eslovenia |
| 5 puntos                   | 4 puntos                        | 3 puntos               | 2 puntos                         | 1 punto                 |
| - Suecia - Resto del Mundo | - Portugal                      | - Azerbaiyán - Croacia | - Moldavia - Serbia              |                         |

##### Final
| Jurado               | Jurado                            | Jurado                       | Jurado              | Jurado                                                     |
| 12 puntos            | 10 puntos                         | 8 puntos                     | 7 puntos            | 6 puntos                                                   |
| -------------------- | --------------------------------- | ---------------------------- | ------------------- | ---------------------------------------------------------- |
|                      |                                   |                              | - Portugal - Serbia |                                                            |
| 5 puntos             | 4 puntos                          | 3 puntos                     | 2 puntos            | 1 punto                                                    |
| - Moldavia - Ucrania | - Países Bajos                    |                              | - Estonia           | - Alemania - Francia                                       |
| Televoto             |                                   |                              |                     |                                                            |
| 12 puntos            | 10 puntos                         | 8 puntos                     | 7 puntos            | 6 puntos                                                   |
|                      |                                   | - Letonia - Reino Unido      | - Irlanda - Ucrania |                                                            |
| 5 puntos             | 4 puntos                          | 3 puntos                     | 2 puntos            | 1 punto                                                    |
|                      | - Estonia - Islandia - Luxemburgo | - Noruega - Polonia - Suecia | - Alemania          | - Chequia - Dinamarca - España - Países Bajos - San Marino |

#### Votación realizada por Lituania[9][10]
| Puntos    | Televoto   |
| --------- | ---------- |
| 12 puntos | Ucrania    |
| 10 puntos | Croacia    |
| 8 puntos  | Irlanda    |
| 7 puntos  | Luxemburgo |
| 6 puntos  | Finlandia  |
| 5 puntos  | Portugal   |
| 4 puntos  | Polonia    |
| 3 puntos  | Eslovenia  |
| 2 puntos  | Australia  |
| 1 punto   | Azerbaiyán |

| Puntos    | Jurado   | Televoto |
| --------- | -------- | -------- |
| 12 puntos | Suiza    | Ucrania  |
| 10 puntos | Croacia  | Croacia  |
| 8 puntos  | Portugal | Suiza    |
| 7 puntos  | Francia  | Francia  |
| 6 puntos  | Ucrania  | Estonia  |
| 5 puntos  | Suecia   | Irlanda  |
| 4 puntos  | Israel   | Letonia  |
| 3 puntos  | Irlanda  | Israel   |
| 2 puntos  | Noruega  | Italia   |
| 1 punto   | Alemania | Suecia   |

##### Desglose
El jurado lituano en la final estuvo compuesto por:
- Agneta Gabalytė
- Jievaras Jasinskis
- Povilas Meškėla
- Kristupas Naraškevičius
- Monika Marija Paulauskaitė

| Semifinal 1 | Semifinal 1 | Semifinal 1                | Semifinal 1                |
| N.º         | País        | Televoto                   | Televoto                   |
| N.º         | País        | Ranking                    | Puntos                     |
| ----------- | ----------- | -------------------------- | -------------------------- |
| 01          | Chipre      | 11                         |                            |
| 02          | Serbia      | 14                         |                            |
| 03          | Lituania    | -------------------------- | -------------------------- |
| 04          | Irlanda     | 3                          | 8                          |
| 05          | Ucrania     | 1                          | 12                         |
| 06          | Polonia     | 7                          | 4                          |
| 07          | Croacia     | 2                          | 10                         |
| 08          | Islandia    | 12                         |                            |
| 09          | Eslovenia   | 8                          | 3                          |
| 10          | Finlandia   | 5                          | 6                          |
| 11          | Moldavia    | 13                         |                            |
| 12          | Azerbaiyán  | 10                         | 1                          |
| 13          | Australia   | 9                          | 2                          |
| 14          | Portugal    | 6                          | 5                          |
| 15          | Luxemburgo  | 4                          | 7                          |

| Final | Final        | Final                      | Final                      | Final                      | Final                      | Final                      | Final                      | Final                      | Final                      | Final                      |
| N.º   | País         | Jurado                     | Jurado                     | Jurado                     | Jurado                     | Jurado                     | Jurado                     | Jurado                     | Televoto                   | Televoto                   |
| N.º   | País         | Jurado A                   | Jurado B                   | Jurado C                   | Jurado D                   | Jurado E                   | Rank                       | Pts                        | Rank                       | Pts                        |
| ----- | ------------ | -------------------------- | -------------------------- | -------------------------- | -------------------------- | -------------------------- | -------------------------- | -------------------------- | -------------------------- | -------------------------- |
| 01    | Suecia       | 13                         | 1                          | 12                         | 6                          | 17                         | 6                          | 5                          | 10                         | 1                          |
| 02    | Ucrania      | 2                          | 4                          | 5                          | 4                          | 9                          | 5                          | 6                          | 1                          | 12                         |
| 03    | Alemania     | 21                         | 9                          | 11                         | 7                          | 10                         | 10                         | 1                          | 14                         |                            |
| 04    | Luxemburgo   | 23                         | 10                         | 14                         | 8                          | 12                         | 12                         |                            | 20                         |                            |
| 05    | Países Bajos | 9                          | 11                         | 22                         | 18                         | 23                         | 16                         |                            | N/A                        |                            |
| 06    | Israel       | 14                         | 16                         | 1                          | 14                         | 6                          | 7                          | 4                          | 8                          | 3                          |
| 07    | Lituania     | -------------------------- | -------------------------- | -------------------------- | -------------------------- | -------------------------- | -------------------------- | -------------------------- | -------------------------- | -------------------------- |
| 08    | España       | 4                          | 20                         | 24                         | 20                         | 25                         | 13                         |                            | 13                         |                            |
| 09    | Estonia      | 16                         | 17                         | 19                         | 19                         | 24                         | 24                         |                            | 5                          | 6                          |
| 10    | Irlanda      | 7                          | 6                          | 13                         | 10                         | 4                          | 8                          | 3                          | 6                          | 5                          |
| 11    | Letonia      | 25                         | 21                         | 7                          | 21                         | 11                         | 15                         |                            | 7                          | 4                          |
| 12    | Grecia       | 20                         | 18                         | 20                         | 12                         | 21                         | 22                         |                            | 18                         |                            |
| 13    | Reino Unido  | 10                         | 13                         | 21                         | 25                         | 18                         | 19                         |                            | 16                         |                            |
| 14    | Noruega      | 15                         | 15                         | 3                          | 17                         | 5                          | 9                          | 2                          | 17                         |                            |
| 15    | Italia       | 11                         | 22                         | 23                         | 9                          | 20                         | 17                         |                            | 9                          | 2                          |
| 16    | Serbia       | 18                         | 23                         | 9                          | 16                         | 14                         | 18                         |                            | 24                         |                            |
| 17    | Finlandia    | 12                         | 14                         | 25                         | 24                         | 22                         | 21                         |                            | 11                         |                            |
| 18    | Portugal     | 6                          | 3                          | 4                          | 5                          | 3                          | 3                          | 8                          | 23                         |                            |
| 19    | Armenia      | 8                          | 7                          | 16                         | 11                         | 16                         | 11                         |                            | 12                         |                            |
| 20    | Chipre       | 22                         | 12                         | 17                         | 15                         | 15                         | 20                         |                            | 15                         |                            |
| 21    | Suiza        | 1                          | 2                          | 6                          | 1                          | 1                          | 1                          | 12                         | 3                          | 8                          |
| 22    | Eslovenia    | 19                         | 19                         | 10                         | 13                         | 8                          | 14                         |                            | 22                         |                            |
| 23    | Croacia      | 3                          | 5                          | 2                          | 3                          | 7                          | 2                          | 10                         | 2                          | 10                         |
| 24    | Georgia      | 17                         | 25                         | 18                         | 22                         | 13                         | 23                         |                            | 21                         |                            |
| 25    | Francia      | 5                          | 8                          | 8                          | 2                          | 2                          | 4                          | 7                          | 4                          | 7                          |
| 26    | Austria      | 24                         | 24                         | 15                         | 23                         | 19                         | 25                         |                            | 19                         |                            |